# مصعب بن سليم
مصعب بن سليم القرشي الأسدى الكوفي، مولى الزبير بن العوام، كان عريف بنى زهرة فقيل له الزهري، تابعي، وراوي حديث نبوي من أهل الكوفة.

## روايته للحديث النبوي
- روى عن: أنس بن مالك، ومحمد بن أيوب، وأبي بكر بن أبي موسى الأشعري.
- روى عنه: حفص بن غياث، وسعيد بن محمد الوراق، وسفيان بن عيينة، وابن أخيه أبو محمد عبد الله بن ميمون صاحب الطيالسة، وعبيد الله بن موسى، وعبيدة بن أبي رائطة، وأبو نعيم الفضل بن دكين، وقيس بن الربيع، ومحمد بن عبيد الطنافسي، ومروان بن معاوية الفزاري، ومسعر بن كدام، ووكيع بن الجراح.[2]
- الجرح والتعديل: قال يحيى بن معين وأبو زرعة الرازي: «لا بأس به»، وقال أبو حاتم الرازي: «صالح»، وقال النسائي: «ثقة»، ذكره ابن حبان في كتاب الثقات، روى له مسلم بن الحجاج، وأبو داود، والترمذي في الشمائل المحمدية، والنسائي حديثًا واحدًا.[2]

## وصلات خارجية
- رواية مصعب بن سليم عن أنس في صحيح مسلم.